# Carabus maurus
Carabus maurus es una especie de insecto adéfago del género Carabus, familia Carabidae. Fue descrita científicamente por M. Adams en 1817.
Habita en Armenia, Chipre, Georgia, Irán, Irak, Israel, Líbano, Siria, Turquía y Turkmenistán. Las especies son de color negro.